# شهرستان موریس (نیوجرسی)
شهرستان موریس، نیوجرسی (به انگلیسی: Morris County, New Jersey) یک سکونتگاه مسکونی در ایالات متحده آمریکا است که در نیوجرسی واقع شده‌است.